# Eurhynchium asperipes
Eurhynchium asperipes là một loài Rêu trong họ Brachytheciaceae. Loài này được (Mitt.) Dixon mô tả khoa học đầu tiên năm 1927.